# Guido di Canossa
Guido di Canossa (... – 1228 circa) è stato un nobile e politico italiano.

## Biografia
Discendente da Corrado (?-1021) di Tedaldo, era figlio di Rolando (Rolandino) di Canossa, conte di Canossa, Reggio e Verona.
Dopo la morte della grancontessa Matilde di Canossa, gran parte del suo immenso patrimonio andò nella disponibilità dell'imperatore. Nel 1185 Federico Barbarossa lo investì dei feudi di Canossa, Bianello e Paderna. Nel 1186 fu eletto console di Reggio. Ebbe due figli: Fredenzono e Rolando.